# Shabran
Shabran (en azerí: Şabran) es una localidad de Azerbaiyán, capital del raión homónimo. Hasta el año 2010 el nombre oficial tanto de la ciudad como del raión era Davachi (Dəvəçi).
Se encuentra a una altitud de 33 m sobre el nivel del mar. 

## Demografía
Según estimación 2010 contaba con 23428 habitantes.